# Esperimento di Melde

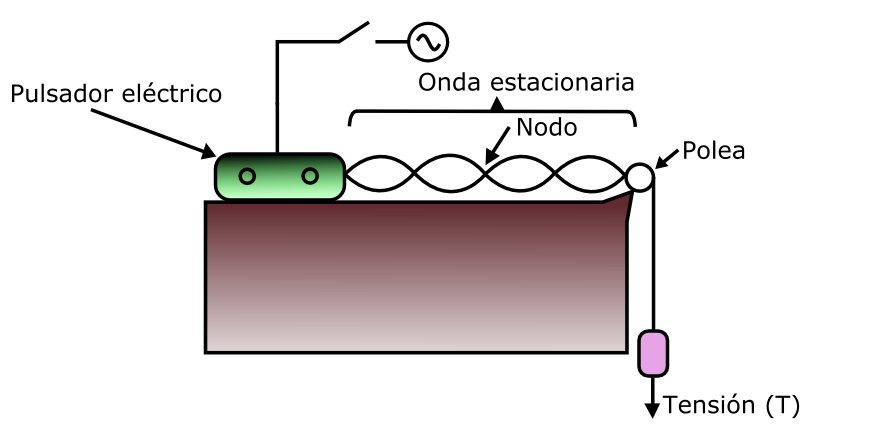
Modello dell'esperimento di Melde: un pulsatore elettrico, unito a un cavo, conduce a una carrucola che sostiene un corpo che causa una tensione; ogni nodo è proprio dell'onda stazionaria.

L'esperimento di Melde è stato un esperimento scientifico svolto dal fisico tedesco Franz Melde riguardante le onde stazionarie prodotte in un cavo teso unito ad un pulsatore elettrico. Melde fu il primo a scoprire e studiare le onde stazionarie e a definirle così intorno al 1860. Questo esperimento consentì di dimostrare che le onde meccaniche sperimentano fenomeni di interferenza, dove viaggiando in senso contrario formano dei punti immobili chiamati nodi. Melde definì queste onde "stazionarie" poiché la posizione dei nodi e dei ventri rimaneva statica.

## Storia
I fenomeni ondulatori sono stati oggetto di numerose indagini scientifiche nel corso dei secoli, e alcuni di questi portarono a varie controversie importanti per la storia della scienza, come il caso della teoria ondulatoria della luce. La luce era stata inizialmente descritta da Isaac Newton nel XVII secolo in base alla teoria corpuscolare. Nel XVIII secolo, il fisico inglese Thomas Young contrastò le teorie di Newton, stabilendo le basi scientifiche delle teorie sulle onde. Alla fine del XIX secolo, durante la seconda rivoluzione industriale, l'avvento dell'elettricità portò a nuovi sviluppi alle teorie ondulatorie. Questo progresso permise a Franz Melde di riconoscere il fenomeno dell'interferenza delle onde e la formazione delle onde stazionarie. Più tardi, il fisico inglese James Clerk Maxwell, nei suoi studi della natura ondulatoria della luce, poté esprimere in un linguaggio matematico le onde e lo spettro elettromagnetico.

## Principio

Onde stazionarie, ogni punto fermo rappresenta un nodo.

Le onde trasversali meccaniche prodotte in una corda agitata da un vibratore elettrico, viaggiano a una carrucola che conduce all'altro estremo dello stesso, dove viene prodotta una determinata tensione interna sul cavo. All'incontro di entrambe le onde che viaggiano in versi opposti, si produce un fenomeno di interferenza. Tendendo in modo appropriato la corda e mantenendo la distanza tra il pulsatore elettrico e la carrucola, si producono onde stazionarie, nelle quali esistono dei punti lungo la sua direzione denominati nodi che rimangono fermi.

## Analisi teorica
Il principio che Melde utilizzò nel suo esperimento suppone che la corda abbia un peso ha considerato la supposizione che una corda ha un peso indifferente. Franz stabilì che in base alla curvatura del cavo, le forze in realtà non fossero direttamente opposte.
Melde ipotizzò due situazioni sugli assi cartesiani, affermando che sull'asse x non vi era alcun spostamento della porzione della corda stabilendo quindi la seguente relazione:
{\displaystyle T'_{x}=T_{x}}
Sull'asse y, tuttavia, scompose in vettori le forze in funzione dell'angolo prodotto tra le stesse nel lato della curvatura, ottenendo queste relazioni:
{\displaystyle T'_{y}=Tsen\alpha '}
{\displaystyle T'_{y}=-Tsen\alpha }

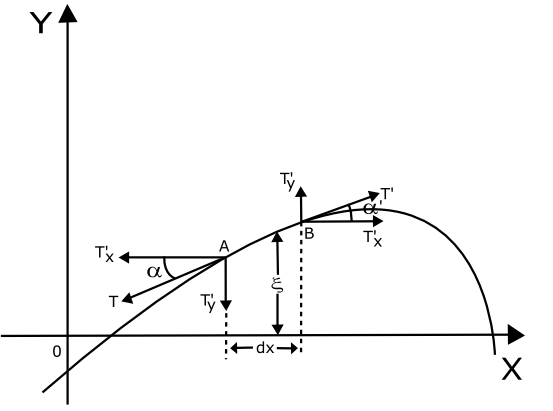
In questo schema dell'esperimento di Melde, viene mostrato un cavo e la scomposizione vettoriale delle forze agenti su di esso.

Franz stabilì che la forza risultante nella porzione {\displaystyle {\overline {AB}}\,} era:
{\displaystyle F_{y}=T(sen\alpha '-sen\alpha )}
Ciò nonostante Melde affermò che questi angoli potevano essere piccoli nell'analisi e di conseguenza riformulò l'espressione precedente in termini della tangente dell'angolo.
{\displaystyle F_{y}=T(tg\alpha '-tg\alpha )}
A partire da un'analisi matematica di questa equazione, Franz stabilì che occorreva un cambio della misura dell'angolo in base al fatto che l'onda continuava con il suo percorso secondo la relazione che stabilì:
{\displaystyle F_{y}=T\Delta (tg\alpha )}
Melde riformulò quest'ultima espressione in termini del calcolo differenziale per ottenere un'approssimazione più vicina alla realtà.
{\displaystyle F_{y}=T{\partial  \over \partial x}tg(\alpha )dx}
Melde cambiò il parametro dell'angolo in base alla sua dipendenza funzionale per quanto riguarda la posizione e il tempo. Stabilì così che la tangente dell'angolo avrebbe dovuto dipendere dal differenziale di una altezza {\displaystyle \xi \,} in rapporto al differenziale della posizione {\displaystyle x}.
{\displaystyle tg\alpha \rightarrow f(x,t)}
{\displaystyle tg\alpha ={\partial \xi  \over \partial x}}
Mediante il calcolo differenziale, Franz Melde stabilì che la forza dipendeva dalla tensione e dal differenziale parziale di secondo grado dell'altezza dell'onda {\displaystyle \xi \,} in rapporto alla posizione.
{\displaystyle F_{y}=T{\partial ^{2}\xi  \over \partial x^{2}}dx}
Basandosi sul secondo principio della dinamica, Melde introdusse il parametro della densità lineare e formulò la seguente equazione:
{\displaystyle \rho dx{\partial ^{2}\xi  \over \partial t^{2}}=T{\partial ^{2}\xi  \over \partial x^{2}}dx}
Ottenendo quindi:
{\displaystyle {\partial ^{2}\xi  \over \partial t^{2}}={T \over \rho }{\partial ^{2}\xi  \over \partial x^{2}}}
Melde confrontò quest'ultima espressione con la definizione della velocità con base in differenziali del calcolo di Newton e mediante un aggiustamento stabilì la dipendenza della velocità dell'onda stazionaria per quanto riguarda la tensione applicata e la densità lineare.
{\displaystyle {\partial ^{2}\xi  \over \partial t^{2}}={T \over \rho }{\partial ^{2}\xi  \over \partial x^{2}}\,}
{\displaystyle {\partial ^{2}\xi  \over \partial t^{2}}=v^{2}{\partial ^{2}\xi  \over \partial x^{2}}\,}
{\displaystyle v={\sqrt {T \over \rho }}\,}
Infine, all'ultima equazione definì la velocità dell'onda stazionaria, e basandosi su dei calcoli algebrici stabilì la velocità in funzione: della frequenza {\displaystyle \nu }, della lunghezza d'onda {\displaystyle \lambda } e della tensione applicata sul cavo che serve di mezzo di conduzione dell'onda.
{\displaystyle v=\nu \lambda }
{\displaystyle T=\rho \nu ^{2}\lambda ^{2}}

## Dimostrazione sperimentale
Nelle condizioni esistenti all'interno di un laboratorio è possibile riprodurre l'esperimento di Melde e confermare quello che è stato dimostrato nel XIX secolo.
La corrente elettrica domestica possiede una frequenza di 60 Hz. Un osservatore acuto potrebbe predire che questa è la stessa frequenza che provocherebbero le onde stazionarie. Ciò nonostante, Melde correttamente suppose che tali onde subiscono un'interferenza nel momento in cui s'incontrano, quando entrambe viaggiano in due versi opposti, cosicché questa frequenza iniziale viene alterata e raddoppiata.
Un esempio di questo esperimento è stato realizzato nei laboratori di fisica della Universidad Nacional Mayor de San Marcos, nel 2006. I risultati riportati sono stati i seguenti.
| Quantità di creste prodotte | Tensione (N) | Lunghezza d'onda {\displaystyle \lambda } (m) | Lunghezza d'onda elevata al quadrato{\displaystyle \lambda ^{2}\,} (m2) |
| 3                           | 4,89         | 1,17                                          | 1,37                                                                    |
| 4                           | 2,93         | 0,94                                          | 0,88                                                                    |
| 5                           | 1,46         | 0,72                                          | 0,52                                                                    |
| 6                           | 0,68         | 0,6                                           | 0,36                                                                    |
| 7                           | 0,48         | 0,52                                          | 0,27                                                                    |
| 8                           | 0,20         | 0,47                                          | 0,22                                                                    |

Il termine della densità lineare utilizzato nell'esperimento è stato di {\displaystyle 2,84\times 10^{-4}{kg \over m}}.

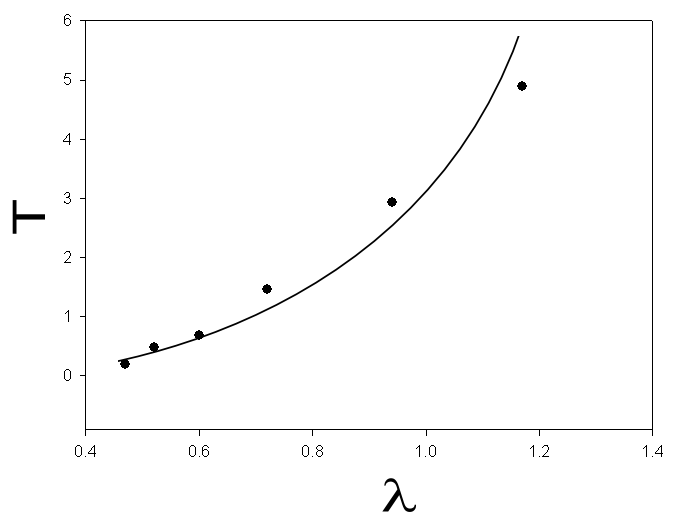
Grafico della relazione tensione-lunghezza di onda. Si osserva che la funzione è di natura quadratica.

### Analisi grafica
Per Melde si rivelo molto utile l'analisi dei grafici realizzati con i dati registrati. Dato che le rette o le curve ottenute nel grafico possono predire il comportamento di un fenomeno, Melde poté così conoscere la frequenza delle onde stazionarie.

#### Dipendenza di tensione-lunghezza di onda
Il grafico prodotto nella rappresentazione grafica dei dati di tensione in relazione alla lunghezza di onda, è simile a una parabola. Melde poté dimostrare che la relazione esistente tra la tensione elettrica e la lunghezza d'onda è di natura quadratica. In questo modo stabilì che questa rappresenta il comportamento della frequenza nelle onde stazionarie.

#### Dipendenza di tensione-lunghezza di onda al quadrato
Le curve e le tracce sono molto utili per poter riconoscere il comportamento di un fenomeno naturale, ma gli scienziati preferiscono impiegare esclusivamente le rette nella previsione di un fenomeno dato che è possibile predire quale o che punto sarà quello successivo.
Un esempio di ciò è stato l'interpretazione della retta a partire dalla curva ottenuta dagli scienziati Leonor Michaelis e Maud Menten negli anni dieci quando hanno studiato la cinetica delle reazioni biochimiche.

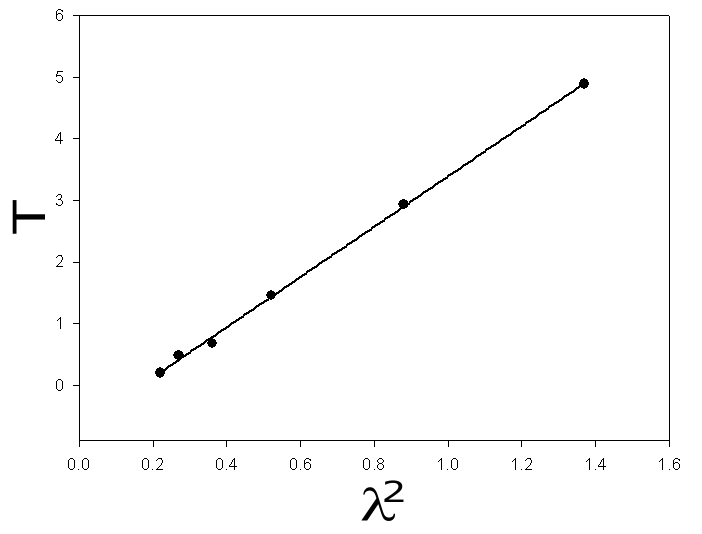
Grafica della funzione lineare prodotta dalla distribuzione della tensione in rapporto al quadrato della lunghezza d'onda.

Melde notò che, mediante il metodo dei minimi quadrati applicati nella distribuzione della funzione lineare della tensione-lunghezza di onda, era possibile conoscere e predire mediante il coefficiente angolare di quella retta il valore della frequenza. Nella pendenza già erano inclusi in forma statistica, i fenomeni prodotti per la tensione applicata nel cavo e le onde provocate dal pulsatore elettrico e di conseguenza, una descrizione matematica di tutto il fenomeno; lo stesso che Melde poté predire nei suoi calcoli teorici.

### Frequenza delle onde stazionarie
Impiegando l'approssimazione dei minimi quadrati nell'esperimento di Melde e in base ai dati riportati per le lunghezze d'onda e la tensione, si può stabilire che l'equazione della retta che regola questo modello per questo caso specifico è la seguente:
{\displaystyle f(x)=4.0826x-0.6898\,}
Come il valore che accompagna alla variabile {\displaystyle x} rappresenta la pendenza di una retta, che in questo caso non passa per l'origine, è possibile conoscere la frequenza dell'onda, a partire dalla relazione che ha previsto Melde in base al calcolo differenziale.
Se la relazione tra la tensione e la lunghezza d'onda al quadrato espressa dalla pendenza della retta è:
{\displaystyle m={T \over \lambda ^{2}}}
{\displaystyle T=\lambda ^{2}m}
Sostituendola nella relazione di Melde:
{\displaystyle f={1 \over \lambda }{\sqrt {T \over \rho }}}
È possibile riformulare l'espressione di Melde in base al coefficiente angolare di una retta (m) ottenuta mediante l'approssimazione dei minimi quadrati.
{\displaystyle f={\sqrt {m \over \rho }}}
Perciò si può calcolare la frequenza di un'onda stazionaria nell'esperimento di Melde, conoscendo il valore della pendenza e del termine della densità lineare. In base a questi calcoli si può predire il suo valore (Rispettando le unità del Sistema internazionale).
{\displaystyle f={\sqrt {4.0826{kg \over s^{2}m} \over 2.84\times 10^{-4}{kg \over m}}}=119.897Hz}
Con questo risultato si dimostra che Melde ebbe ragione nel sospettare che la frequenza venga alterata quando si verifica il fenomeno dell'interferenza delle onde. Oltretutto questo valore è quasi il doppio della frequenza della corrente elettrica domestica.

## Applicazioni pratiche
Nonostante abbia permesso il riconoscimento e lo studio delle onde stazionarie, le innovazioni dell'esperimento di Melde non si limitano al campo della ricerca. Le onde stazionarie rappresentano un fenomeno con implicazioni molto importanti nel campo dell'acustica e nello studio della riflessione e dell'interferenza delle onde.

### Sonar

Onde stazionarie prodotte all'incontro di due impulsi sonori.

Il sonar (acronimo di Sound Navigation And Ranging) è un sistema di navigazione e localizzazione simile al radar ma che, invece di emettere segnali in radiofrequenza, emette impulsi ultrasonici. Il trasmettitore emette un fascio di impulsi ultrasonici che quando si scontrano con un oggetto, vengono riflessi e formano un segnale di ritorno (e di conseguenza un'onda stazionaria) che è captata dal ricevitore.
Alcuni animali possiedono un sonar naturale come nel caso dei delfini, che lo impiegano per orientarsi in acque torbide e per cacciare con sicurezza.
I pipistrelli invece lo utilizzano per orientarsi e cacciare nell'oscurità, emettendo vibrazioni ultrasoniche corte che riflettono contro un ostacolo per individuare la propria posizione o quella della preda.
Anche se gli animali non possiedono un sistema strumentale che permetta di localizzare i nodi o antinodi, i loro organi sensoriali possono distinguere le onde stazionarie e quindi permettere all'animale di orientarsi durante la notte o nelle profondità marine.

### Ecografia

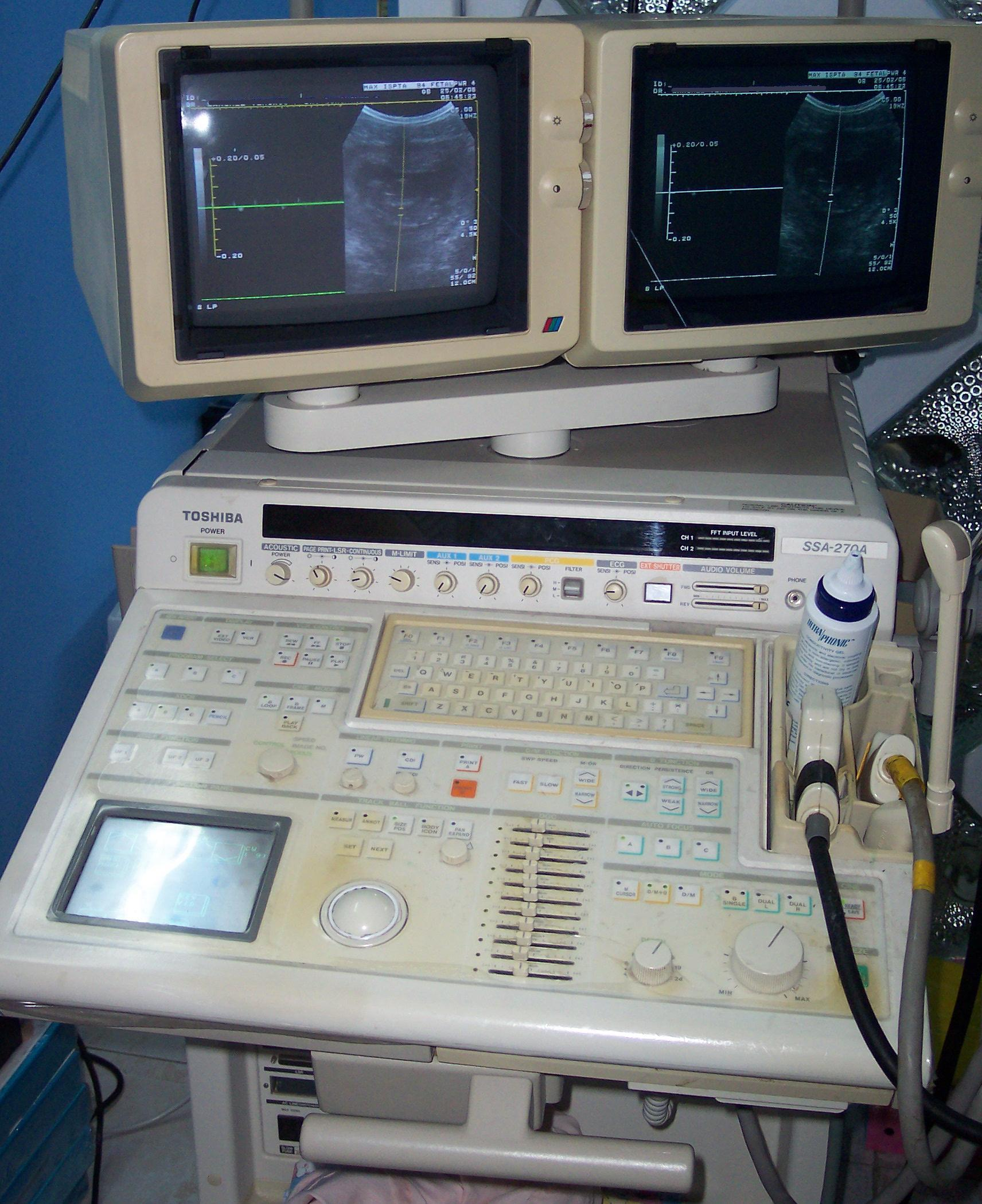
Apparecchio per ecografia, nello schermo si può distinguere un feto.

L'ecografia è un metodo d'indagine diagnostica che impiega gli echi di un'emissione di ultrasuoni diretti su un corpo o oggetto come base per formare un'immagine degli organi o dei corpi interni . Un piccolo strumento chiamato trasduttore emette gli ultrasuoni che si trasmettono per l'area studiata e ne riceve la loro eco. Il trasduttore capta l'eco delle onde sonore e un computer la interpreta in un'immagine che appare sul monitor.
L'ecografia è un procedimento molto semplice, nel quale non vengono impiegate radiazioni, e non si limita al campo dell'ostetricia, ma può rilevare tumori nel fegato, cistifellea, tiroide, pancreas e nell'addome.

### Telecomunicazioni
Realizzando una trasmissione televisiva o una comunicazione radiofonica o telefonica, si producono delle onde stazionarie. Le radiofrequenze della televisione, gli apparecchi fax, cellulari e le reti satellitari producono onde elettromagnetiche risultanti dalla combinazione di campi elettrici e magnetici variabili e perpendicolari tra loro che si propagano attraverso dello spazio trasportando energia. Ogni punto dove entrambe le onde si incontrano è un nodo e questa sovrapposizione di onde genera un'onda stazionaria.

### Musica

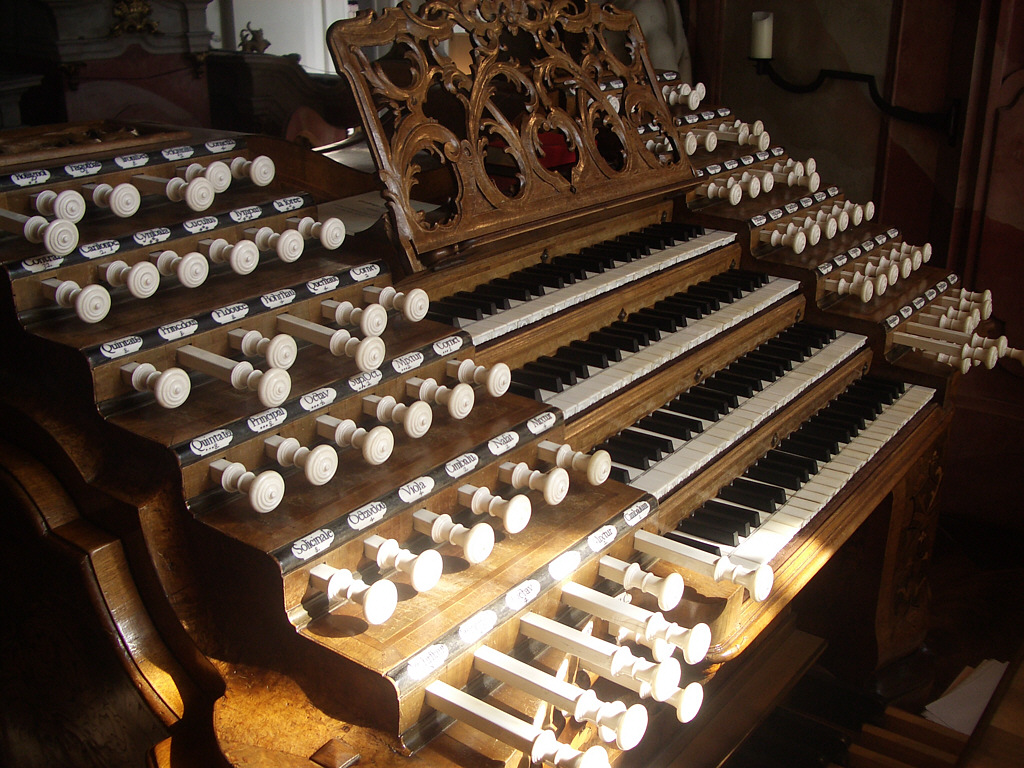
Tastiere dell'organo della basilica di San Martino a Weingarten in Germania: accanto ai tasti, si possono vedere gli interruttori del flusso d'aria che viene soffiata in ogni tubo.

I tubi della canna da zucchero o di altre piante con tronco cavo costituirono i primi strumenti musicali. Questi emettevano un suono soffiandovi da un estremo poiché l'aria contenuta nel tubo entrava in vibrazione emettendo un suono.
Le versioni moderne di questi strumenti a fiato sono i flauti, le trombe e i clarinetti, tutti sviluppati in modo che l'interprete possa produrre varie note all'interno di un'ampia gamma di frequenze acustiche.
In un organo, le canne cosiddette ad anima, dette anche labiali, funzionano con lo stesso principio del flauto dolce: l'aria, incidendo trasversalmente su un labium, mette in vibrazione la colonna d'aria, un principio fisico della dinamica dei fluidi del tutto simile ad altri strumenti aerofoni quali flauti, fischietti, ocarine, ecc.
Le canne cosiddette ad ancia invece, dispongono di una lamina che, vibrando al passaggio dell'aria, mette in moto l'aria contenuta nelle canne, producendo così il suono. La lunghezza della canna (risuonatore) denota solamente il colore del suono, mentre la forma ne modifica il timbro.